# Oceanside (Oregon)
Oceanside és una concentració de població designada pel cens dels Estats Units a l'estat d'Oregon. Segons el cens del 2000 tenia 326 habitants.

## Demografia
Segons el cens del 2000, Oceanside tenia 326 habitants, 193 habitatges, i 99 famílies. La densitat de població era de 125,9 habitants per km².
Dels 193 habitatges en un 5,2% hi vivien nens de menys de 18 anys, en un 48,7% hi vivien parelles casades, en un 2,1% dones solteres, i en un 48,2% no eren unitats familiars. En el 41,5% dels habitatges hi vivien persones soles el 14% de les quals corresponia a persones de 65 anys o més que vivien soles. El nombre mitjà de persones vivint en cada habitatge era d'1,69 i el nombre mitjà de persones que vivien en cada família era de 2,2.
Per edats la població es repartia de la següent manera: un 4,9% tenia menys de 18 anys, un 2,1% entre 18 i 24, un 16,9% entre 25 i 44, un 42% de 45 a 60 i un 34% 65 anys o més.
L'edat mediana era de 57 anys. Per cada 100 dones de 18 o més anys hi havia 101,3 homes.
La renda mediana per habitatge era de 40.708 $ i la renda mediana per família de 51.750 $. Els homes tenien una renda mediana de 37.273 $ mentre que les dones 28.472 $. La renda per capita de la població era de 32.158 $. Cap de les famílies i el 6,8% de la població estaven per davall del llindar de pobresa.

## Poblacions més properes
El següent diagrama mostra les poblacions més properes.